# Pro-cathédrale Saint-François-d'Assise de Laâyoune
Cette  cathédrale n’est pas la seule cathédrale Saint-François-d'Assise.
La pro-cathédrale Saint-François-d'Assise de Laâyoune, dénommée aussi cathédrale espagnole, est une pro-cathédrale de l'Église catholique située à Laâyoune, ville la plus importante du Sahara occidental — territoire qui fait l'objet d'une contestation entre le Maroc et la République arabe sahraouie démocratique.

## Histoire
Elle est le siège de la préfecture apostolique du Sahara occidental érigée en 1954. L'édifice est construit à cette date, alors que la province est toujours sous la présence coloniale espagnole.
Les plans sont de l'architecte Diego Méndez, auteur du projet de la Valle de los Caídos à San Lorenzo de El Escorial en Espagne.
Actuellement, la cathédrale est dirigée par les Missionnaires oblats de Marie Immaculée. Elle dessert la petite communauté espagnole encore présente dans la ville et le personnel actif de la mission de l'ONU dans le pays.

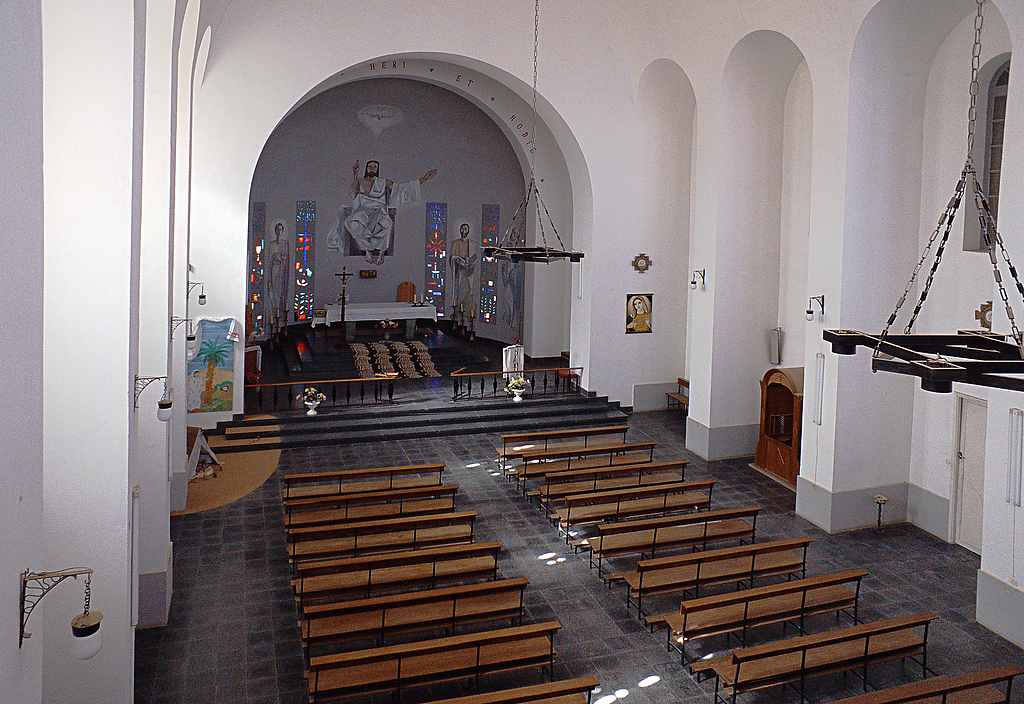
L'intérieur de l'église.